# Eilema xanthopleura
Eilema xanthopleura là một loài bướm đêm thuộc phân họ Arctiinae, họ Erebidae.